# Religionsdidaktik
Die Religionsdidaktik ist die wissenschaftliche Disziplin, die sich mit religiösen Lehr- und Lernprozessen im Lauf der Biographie beschäftigt. Ein besonderer Fokus liegt auf dem schulischen Religionsunterricht. Ihr Gegenstandsbereich ist die Religion, die jedoch nicht aus Perspektive der klassischen theologischen Disziplinen betrachtet wird, sondern speziell aus der Lehr-Lern-Perspektive. Sie versucht religiöse Unterrichtspraxis analytisch-deskriptiv zu beschreiben und gezielte Interventionspunkte zu entwickeln; als universitäre Disziplin versucht sie eine reflexive Kompetenz bei Studenten zu entwickeln, um die analytisch-deskriptive Beschreibung und gezielte Intervention zu ermöglichen. Insofern hat sie auch das Ziel religiöses Lehren und Lernen in der Praxis zu verbessern.

## Begriffsbestimmung
Religion stellt den Gegenstandsbereich der Religionsdidaktik dar, während Didaktik die Art und Weise der Auseinandersetzung mit dem Gegenstandsbereich bezeichnet. Als schulbezogene Disziplin betrachtet sie Religion besonders im Kontext des schulischen Religionsunterrichts, so dass Religion sich als vorwiegend christliche Tradition darstellt, die durch die Kirchen repräsentiert und durch die Theologie reflektiert wird. Da das Christentum jedoch selbst sich als Teil einer pluralen Gesellschaft sieht, in Deutschland wie in ganz Europa zunehmend auch andere Religionsgemeinschaften präsent sind und Religion auch in Bezug zu anderen Gesellschaftssystemen steht, hat es sich die Religionsdidaktik zum Ziel gemacht, künftige Lehrer dazu zu befähigen, diese vielfältigen Erscheinungen von Religion zu erschließen. Sie sollen dabei nicht bloß zu informieren, sondern auch eine Dialog- und Kommunikationsfähigkeit bei den Schülern fördern.
Sich selbst sieht die Religionsdidaktik als wissenschaftlich begründete Reflexion religiösen Lernens und Reflexion des Lehrens von religiösem Lernen. Insofern analysiert sie die Bedingungen und Kontexte, die Möglichkeiten und Grenzen, die Begründung und Verantwortung von religiösen Lernprozessen sowie die Interaktion zwischen Lehrern und Schülern, sowie die Methoden und Medien im Religionsunterricht. Als wissenschaftliche Disziplin möchte sie vor allem Kenntnisse über diesen Gegenstandsbereich vermehren und Einsichten vertiefen. Als auf die Praxis ausgerichtete Disziplin möchte sie aber auch zu einer wissenschaftlich begründeten, reflexiven Kompetenz hinsichtlich der Planung, Durchführung und Evaluation religiöser Lernprozesse und ihrer edukativen Verantwortung verhelfen.

## Theorie-Praxis-Verhältnis
Als praktische Disziplin steht die Religionsdidaktik in einem permanenten Spannungsverhältnis zwischen Theorie und Praxis. So geht es hier um die Theoriebildung und um die Praxisrelevanz.
Die Theoriebildung ist notwendig, da nur hierüber allgemeingültige Aussagen über Zusammenhänge getroffen werden können, die wiederum für die Praxis des Lehrens und Lernens wichtig sind. So kann systematisch Wissen gewonnen und abstrahiert werden, auf das nachfolgende Generationen zurückgreifen können.
Die Praxisrelevanz ergibt sich aus der engen Verbundenheit von Didaktik mit der Wirklichkeit des Lehrens und Lernens, die sie gestalten und verbessern will. Didaktik ist gerade keine Wissenschaft um der Wissenschaft willen, sondern möchte sich in den Dienst der Lehr- und Lernprozesse stellen.
Zum Verhältnis von Theorie und Praxis existieren logisch drei Positionen:
1. Theorie geht der Praxis voraus und Praxis ist die Anwendung der Theorie.
2. Die Praxis geht der Theorie voraus und führt zur Theorie.
3. Theorie und Praxis gehen nicht voll ineinander auf und sind dialektisch aufeinander bezogen.

Religionsdidaktik folgt vor allem der dritten Position und versucht so die Praxis religiösen Lehrens und Lernens zu erfassen, indem sie diese beobachtet, versteht und Handlungsmodelle und Szenarien entwirft. Sie bricht aber zugleich diese Praxis auf, indem sie glaubt, bessere Theorien für die Praxis schreiben zu können.

## Wissenschaftliches Selbstverständnis
Religionsdidaktik versteht sich als wissenschaftliche Disziplin. Um ihren Forschungsgegenstand, das erzieherische Handeln in Bezug auf Religion sowie das religiöse Lernen, zu untersuchen, geht sie im Wesentlichen drei Wege:
1. Mit der Hermeneutik werden reine Theorien erstellt, die jedoch praktisch relevant sind. So wird erzieherisches Handeln vor dem Hintergrund der christlich-jüdischen Tradition ausgelegt.
2. Die Empirie dient vor allem der Produktion von erfahrungswissenschaftlich begründeten Aussagen. Insofern versucht sie Regeln zu bestimmen, nach denen Theorien aufgebaut und überprüft werden können.
3. Die Ideologiekritik versucht einen Prozess der Selbstreflexion anzustoßen, um so unreflektiertes Bewusstsein und selbstkritisches Bewusstsein zu wandeln und Subjekte aus Abhängigkeiten zu befreien. Dieses emanzipatorische Interesse lässt erzieherisches Handeln auf Entfremdung und Unterdrückung hin untersuchen.

Diese drei Zugangswege der religionsdidaktischen Forschung entsprechen drei erkenntnisleitenden Interessen des Faches, nämlich Sinnverstehen leisten (Hermeneutik), Erfahrungswissen produzieren (Empirie) und Emanzipation fördern (Ideologiekritik). Die drei Perspektiven überlappen sich dabei partiell.

## Geschichte
Der Ursprung der Religionsdidaktik ist in der katholischen Katechetik zu suchen, die im 16. Jahrhundert unmittelbar nach dem Konzil von Trient entstand, um alle Generationen der Gläubigen systematisch und kontinuierlich im rechten Glauben zu unterweisen und bereits 1570 zu einer eigenständigen Disziplin innerhalb der Theologie wurde. Unter Maria Theresia avancierte diese dann zu einem verpflichtenden Ausbildungsfach für Kleriker und wurde gemeinsam mit der Homiletik, Liturgik und Poimenik der praktischen Theologie zugeordnet. 1744 wurde sie durch Franz Stephan Rautenstrauch zu einer universitären Disziplin innerhalb der Pastoraltheologie ernannt. Während der Aufklärung, in welcher sich die Pädagogik und die Psychologie als Disziplinen konstituierten, standen innerhalb der Katechetik vor allem methodische Fragen der katechetischen Unterweisung im Mittelpunkt.
Johann Baptist Hirscher entwarf im frühen 19. Jahrhundert eine Katechetik, die nicht das Lernen dogmatischen Satzwissens, sondern die Förderung der seelischen und Glaubenskräfte des Menschen zum Ziel der Bildung erklärte. Er entwarf damit einen Gegenpol zu den neuscholastischen Katechismen, der bei den zentralen Lebensfragen ansetzen und sich auf das Zentrale des Glaubens konzentrieren sollte.
Mit dem beginnenden 20. Jahrhundert machten Vertreter der so genannten Münchener Methode, wie Heinrich Stieglitz, Anton Weber oder Joseph Göttler, erste Grundüberlegungen der eigentlichen Religionsdidaktik, die die Herbart-Zillersche Formalstufentheorie auf das religiöse Lernen übertrugen. Damit verbanden sie erstmals die Didaktik der Religion mit Psychologie und Pädagogik, um das religiöse Lernen besser verstehen und erklären zu können.
In Abgrenzung dazu versuchten die Vertreter der Kerygmatik, wie Joseph Andreas Jungmann, Romano Guardini und Franz Xaver Arnold, die Katechetik in ihrer ursprünglichen Form zu stärken und wandten sich deshalb von den Humanwissenschaften ab und der Theologie verstärkt zu.
Seit den 1960ern (Zweites Vatikanisches Konzil) entwickelte sich die Religionspädagogik als moderne interdisziplinäre Wissenschaft, die das alte Verständnis der Katechetik als rein innerkirchliche Wissenschaft ablöste. Ihr Interesse bezieht sich auf religiöse Lernprozesse im Lebenslauf, während sich die Religionsdidaktik als Subwissenschaft auf den schulischen Religionsunterricht fokussiert hat, andere Alters- und Lebensbereiche jedoch nicht ausblendet.
Neuere Entwicklungen werden teilweise unter dem Begriff der performativen Religionsdidaktik zusammengefasst.

## Verhältnis zu anderen Wissenschaften

### Theologie
Religionsdidaktik wurde lange Zeit als Handlanger der systematischen Theologie verstanden, welche die Lehre der Kirche in Lernprozessen umsetzen sollte und insofern als Anwendungsdisziplin konzipiert war. Heute wird sie jedoch als Subdisziplin der Praktischen Theologie betrachtet, die mit ihrem Zugang einen eigenen Beitrag zur Theologie leistet.
Als eigenständige Disziplin greift Religionsdidaktik auf Erkenntnisse der übrigen Disziplinen zurück, so beispielsweise auf
- biblische Theologie, indem sie deren Erkenntnisse nutzt, um biblische Texte zu erschließen.
- historische Theologie, indem sie versucht, ein geschichtliches Bewusstsein zu entwickeln.
- systematische Theologie, die für den Religionsunterricht relevante Themen erforscht.

Innerhalb der Religionsdidaktik ist umstritten, welche theologischen Inhalte aufbereitet werden sollen; so dominierte etwa lange Zeit die Exegese oder die Systematik. Dagegen spielte die Kirchengeschichte eine geringere Rolle.

### Humanwissenschaften
Als Wissenschaft, die sich mit Lernen, Bildung und Sozialisation beschäftigt, steht Religionsdidaktik auch in engem Austausch mit den Humanwissenschaften. Dies betrifft insbesondere die
- Psychologie, die die psychische Seite ethischer und religiöser Lern- und Erziehungsvorgänge erforscht und daraus Erkenntnisse für die Erklärung schulischen Lernens liefert.
- Soziologie, die komplementäre Ergebnisse zu den empirischen Untersuchungen der Religionsdidaktik liefert und Einsichten in Formen menschlicher (und damit auch religiöser) Existenz gibt.

Das disziplinäre Verhältnis der Religionsdidaktik zur Pädagogik und zur Theologie ist nicht weltweit einheitlich. Hierzu existieren im Wesentlichen vier Modelle:
- Autarkiemodell: Theologie / kirchliches Lehramt bestimmen allein das religionsdidaktische Handlungsfeld
- Dominanzmodell: Religionsdidaktik wird vor allem als Anwendungswissenschaft der Theologie verstanden
- Konvergenzmodell: Pädagogik und Theologie sind gleichberechtigt, diskursiv aufeinander bezogen
- Exodusmodell: Religionsdidaktik ist rein von der Pädagogik her bestimmt und gehört nicht mehr der Theologie an.

In Deutschland versteht sich die Religionsdidaktik im Sinne des Konvergenzmodells als pädagogisch-theologische Disziplin.

## Binnendifferenzierung
Der Religionsdidaktik gehören zwei Teilbereiche an: Die Didaktik im engeren Sinne und die Methodik. Die Didaktik versteht sich selbst als Theorie, die jedoch empirisch orientiert ist, da sie sich auf die Praxis bezieht. Darüber hinaus ist sie aber auch hermeneutisch, um die Abläufe in der Praxis zu erklären und auch kritisch orientiert. Die Methodik reflektiert dagegen wie Lernen konzipiert werden kann.
Oft wird Religionsdidaktik auch nach den Lernorten differenziert. Diese können beispielsweise der Religionsunterricht, die gemeindliche Katechese, die Jugend- und Kindergartenarbeit, die Erwachsenenbildung oder auch die Familienarbeit sein. Je nach Lernort ändern sich die Bezugswissenschaften der Religionsdidaktik als Fachdidaktik. An den Universitäten steht zurzeit jedoch der Lernort Schule im Vordergrund, so dass hier die Schulpädagogik die wichtigste Bezugsdisziplin darstellt.